# Волынский переулок (Санкт-Петербург)
Волы́нский переу́лок — переулок в Центральном районе Санкт-Петербурга. Проходит от набережной реки Мойки до Большой Конюшенной улицы.

## История
Название известно с 1798 года. Дано по Волынскому питейному дому, сохранившему в своем названии память о земельном участке государственного деятеля и дипломата времён Анны Иоанновны А.П. Волынского.

На плане 1860 года обозначен как Волынкин переулок.

## Примечательные здания и сооружения
- № 1/36 — бизнес-центр «Северная столица»
- № 2/32 — Доходный дом (перестроен в 1877 году архитектором А. В. Ивановым), ныне — Музей печати
- № 3А — бизнес-центр «Северная столица—2»
- № 3/21—23 — Дом ленинградской торговли